# Gešer (kibuc)
Gešer (hebrejsky גֶּשֶׁר, doslova "Most", anglicky Gesher) je vesnice typu kibuc v Izraeli, v Severním distriktu, v Oblastní radě Emek ha-Ma'ajanot.

## Geografie
Leží v nadmořské výšce 200 metrů pod mořskou hladinou, 9 kilometrů jižně od Galilejského jezera poblíž soutoku řek Jordán a Jarmuk, v oblasti s intenzivním zemědělstvím. Jordánské údolí se v této oblasti rozšiřuje a vytváří Bejtše'anské údolí. To je na západ odtud ohraničeno prudkými svahy zlomového horského pásu, který sleduje Jordánské údolí. Konkrétně jde o výšiny Ramat Sirin a Ramat Kochav. Mezi nimi do Jordánu přitéká hluboce zaříznutou soutěskou vádí Nachal Tavor začleněné do přírodní rezervace. Právě tok Nachal Tavor bývá považován za severní hranici Bejtše'anského údolí. Na svazích Ramat Sirin se nachází vrch Giv'at Admot. Přímo na západní straně obce se zdvíhá dílčí vrchol Tel Mofaz, na severní straně je to Giv'at Gamal, kolem kterého k Jordánu směřují vádí Nachal Adama a Nachal Chagal. Vlastní okolí vesnice je převážně rovinaté, s četnými umělými vodními plochami a zemědělskými pozemky. Ze dna údolí tu vystupují jen pahorky Tel Šošan a Tel Šamat.
Vesnice se nachází cca 17 kilometrů jižně od města Tiberias, cca 95 kilometrů severovýchodně od centra Tel Avivu a cca 57 kilometrů jihovýchodně od centra Haify. Gešer obývají Židé, přičemž osídlení v tomto regionu je ryze židovské. Obec ovšem leží jen 1 kilometr od hranic Jordánska.
Gešer je na dopravní síť napojen pomocí dálnice číslo 90. K Jordánu okolo vesnice do roku 1948 vedla železniční trať v Jizre'elském údolí, jejíž některé prvky jsou v krajině dosud patrné.

## Dějiny

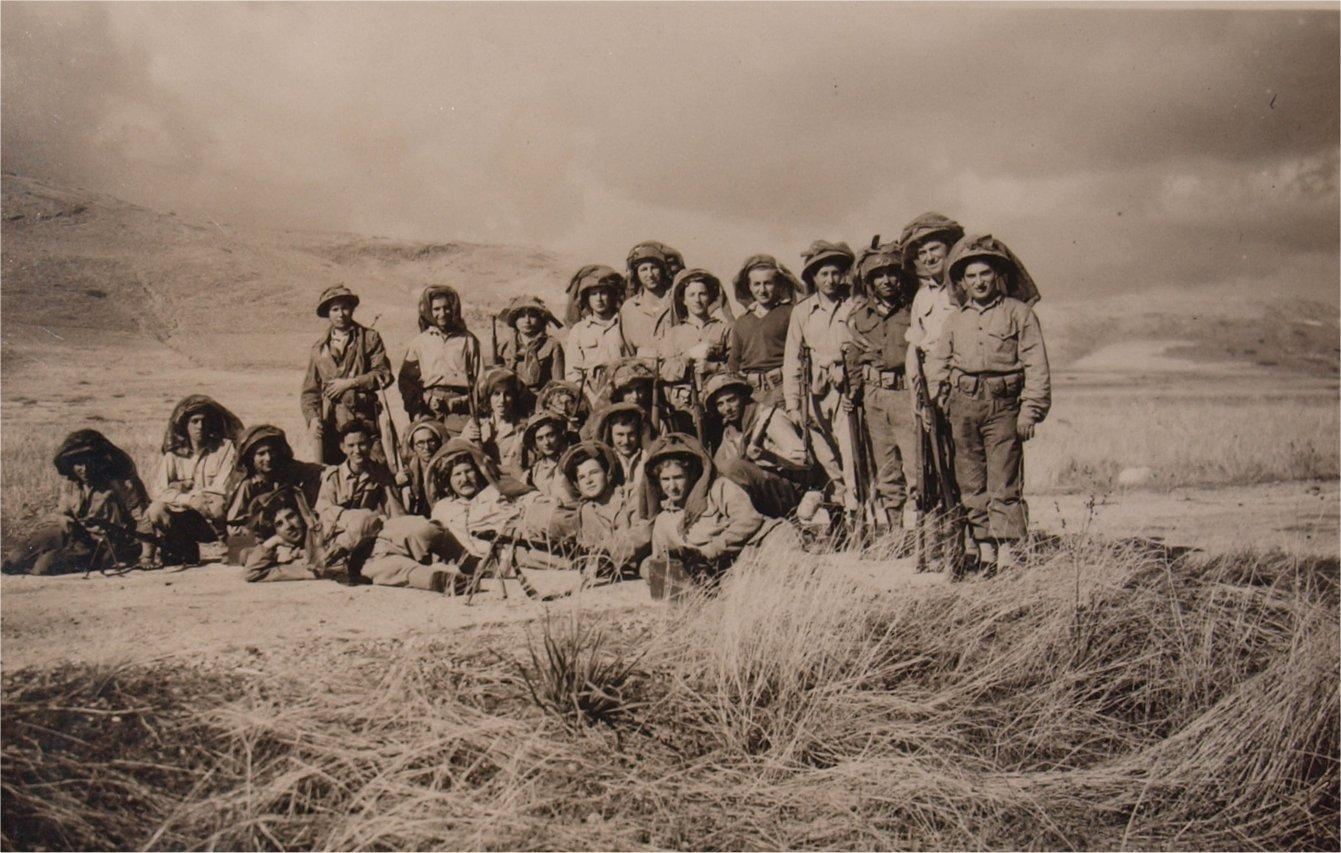
Izraelští vojáci z Brigády Golani v Gešeru, prosinec 1948

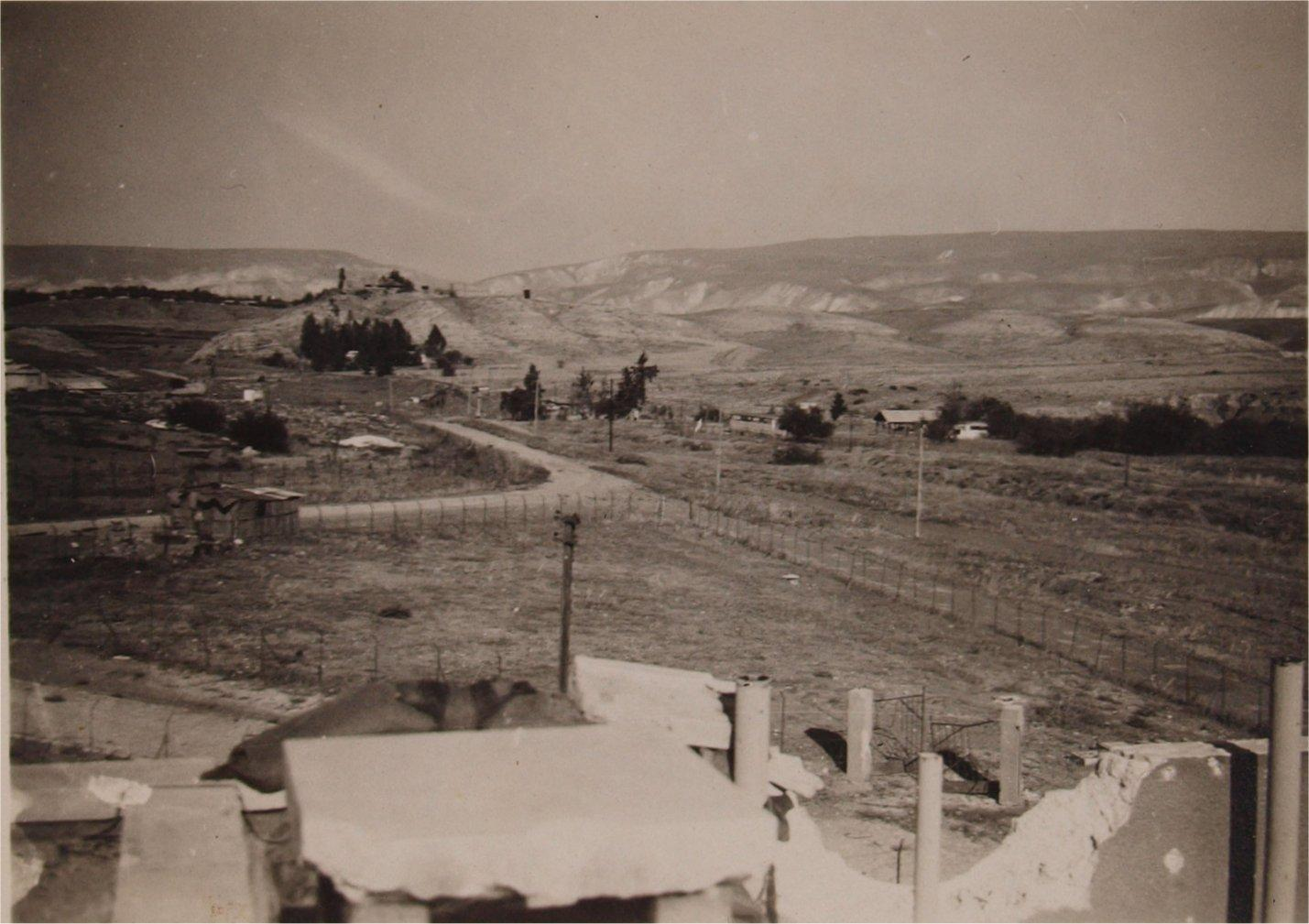
Gešer a okolí Jordánu po bojích v roce 1948

Gešer byl založen v roce 1939. K založení došlo 17. února 1939 a zakladateli nové osady byli členové sionistického hnutí ha-Noar ha-Oved ve-ha-Lomed z Německa. Jméno kibucu bylo odvozeno od mostů, které v jeho blízkosti vedly přes řeku Jordán. Šlo o opevněnou osadu typu Hradba a věž.
Během války za nezávislost v roce 1948 byl tento region strategicky významný. Už počátkem května 1948 provedla Hagana (konkrétně Brigáda Golani) operaci, při níž obsadila západní předpolí zdejších mostů přes Jordán. Během května 1948 se pak v této lokalitě pokusila o invazi irácká armáda. Po dobu jednoho týdne probíhaly podél řeky boje a pak se Iráčané stáhli a rozhodli pro vstup do bývalého britského mandátu Palestina použít jižněji situovaný přechod přes řeku. Kvůli granátovému ostřelování ale byl v průběhu bojů prakticky celý kibuc Gešer poničen.
Po válce, v roce 1949 došlo k nové výstavbě této vesnice, přičemž ale byla situována o něco dál od řeky Jordán a na vyvýšenější místo. Roku 1949 měla vesnice 167 obyvatel a rozlohu katastrálního území 500 dunamů (0,5 kilometru čtverečního).
Během opotřebovací války na přelomu 60. a 70. let 20. století byla vesnice opakovaně terčem přeshraničního ostřelování. Obyvatele pravidelně trávili část dne v krytech.
Ekonomika obce je založena na zemědělství a průmyslu. Původní vesnice Gešer z doby před rokem 1949 slouží jako muzeum a turistická atrakce, stejně jako torzo mostu přes Jordán. V obci fungují zařízení předškolní péče, základní škola je v nedalekém kibucu Ašdot Ja'akov. Je zde synagoga, veřejná knihovna, společenské centrum, obchod, plavecký bazén a sportovní areály. V roce 2000 začal kibuc procházet privatizací, po které jsou jeho členové odměňováni individuálně, podle výkonu. Vedení kibucu také nabízí individuálním zájemcům pozemky pro výstavbu rodinných domů v prostoru vesnice (nabízeno 27 parcel).

## Demografie
Obyvatelstvo kibucu Gešer je sekulární. Podle údajů z roku 2014 tvořili naprostou většinu obyvatel v Gešer Židé (včetně statistické kategorie "ostatní", která zahrnuje nearabské obyvatele židovského původu ale bez formální příslušnosti k židovskému náboženství).
Jde o menší sídlo vesnického typu se stagnující populací. K 31. prosinci 2014 zde žilo 437 lidí. Během roku 2013 populace klesla o 7,2 %.
| Rok            | 1948 | 1949 | 1961 | 1972 | 1983 | 1995 | 2001 | 2003 | 2004 | 2005 | 2006 | 2007 | 2008 | 2009 | 2010 | 2011 | 2012 | 2013 | 2014 |
| -------------- | ---- | ---- | ---- | ---- | ---- | ---- | ---- | ---- | ---- | ---- | ---- | ---- | ---- | ---- | ---- | ---- | ---- | ---- | ---- |
| Počet obyvatel | 212  | 167  | 360  | 351  | 485  | 547  | 511  | 475  | 472  | 482  | 472  | 461  | 458  | 481  | 479  | 474  | 464  | 471  | 437  |